# Aidemedia
Aidemedia ist eine ausgestorbene Singvogelgattung aus dem Tribus der Kleidervögel.  Sie ist nur von subfossilen Überresten bekannt, die 1977 vom Archäologen Aki Sinoto und anderen Wissenschaftlern des Bernice P. Bishop Museums zu Tage gefördert wurden.

## Systematik
Es werden drei Arten unterschieden:
- Aidemedia lutetiae von den Inseln Maui und Molokaʻi
- Aidemedia chascax von der Insel Oʻahu
- Aidemedia zanclops von der Insel Oʻahu

## Etymologie
Benannt ist die Gattung nach Joan Aidem, einer Amateur-Paläontologin von der Insel Molokaʻi, die in den 1970er-Jahren zahlreiche Knochen von mehreren ausgestorbenen Vogelarten der Hawaii-Inseln entdeckte. Die Schreibweise ergibt ein Palindrom.

## Merkmale
Die Vertreter der Gattung Aidemedia waren durch kräftige, gerade, abwärts gekrümmte, sehr längliche Schnäbel mit einem extrem langen Fortsatz hinter dem Gelenk (Processus retroarticularis) des Unterkiefers charakterisiert. Innerhalb der Unterfamilie der Kleidervögel kommt die Kombination eines länglichen Schnabels mit einem mäßig bis gut entwickelten Fortsatz hinter dem Kiefergelenk auch bei den Gattungen Hemignathus, Loxops, Himatione, Palmeria, Vestiaria und Drepanis vor. Von diesen Gattungen unterschieden sich die Aidemedia-Arten durch einen nach hinten schmaleren Schnabel und durch den Oberkiefer, der nahezu gleichmäßig breit anstatt nach hinten erweitert war. Die Fortsätze hinter dem Gelenk des Unterkiefers waren länger und kräftiger als bei allen zuvor genannten Taxa mit Ausnahme des Einsiedler-Grünkleidervogels (Hemignathus sagittirostris). Aidemedia unterschied sich ferner von der Gattung Hemignathus durch den viel weniger abgeschwächten Oberkiefer mit einer flacheren Mittelfurche. Weiter unterschied sie sich von den Gattungen Himatione, Palmeria, Vestiaria und Drepanis durch die kräftigere Struktur des Schnabels, durch das relativ große Gelenkende des Unterkiefers, den ziemlich geraden anstatt abrupt gebogenen vorderen Teil des Unterkieferastes und die weniger ausgehöhlte Unterfläche des Oberkiefers. Aidemedia unterschied sich ferner von der Gattung Loxops dadurch, dass die vordere Kante der Nasenöffnung nicht von einem klaren Rand umgrenzt war. Im Allgemeinen ähnelte die Schnabelmorphologie am ehesten der des Einsiedler-Grünkleidervogels. Die Arten der Gattung Aidemedia hatten jedoch längere und dünnere Schnäbel.

## Nahrungsverhalten
Ausgeprägte Fortsätze hinter dem Gelenk des Unterkiefers existieren bei Vögeln, die ihre Schnäbel kraftvoll aufsperren, wenn sie Nahrung aufnehmen. Dieses Verhalten kommt bei einer Vielzahl von Sperlingsvögeln vor, darunter bei den Staren und den Stärlingen. Sie stecken gewöhnlich ihren Schnabel in verschiedene Stoffe, darunter Blüten, Früchte, Gras, Rinde und Erde und spreizen ihn dabei durch starke Muskelbewegungen auseinander. Aufgrund der ähnlichen Schnabelmorphologie hatten die Arten der Gattung Aidemedia vermutlich eine ähnliche Strategie bei der Nahrungsaufnahme.

## Aussterben
Alle Vertreter dieser Gattung verschwanden während der frühen Besiedelung Hawaiis durch die Polynesier. Die Hauptursachen für das Aussterben waren vermutlich Lebensraumzerstörung und die Nachstellung durch die eingeschleppte Pazifische Ratte (Rattus exulans).